# Lijst van afleveringen van Lilo & Stitch
Dit is een lijst van afleveringen van de televisieserie Lilo & Stitch.
Stitch, experiment 626 verschijnt in elke aflevering en is dus niet opgenomen in de lijst met Genoemde Experimenten.

## Overzicht
| Seizoen   | Aantal afleveringen | Uitgezonden                          |  |
| --------- | ------------------- | ------------------------------------ |  |
| Seizoen 1 | 39                  | 20 september 2003 – 28 februari 2004 |  |
| Seizoen 2 | 26                  | 5 november 2004 – 29 juli 2006       |  |

## Seizoen 1
| Titel | Uitzenddatum op Toon Disney ( Verenigde Staten) | Productienummer |  |
| --- | ----------------------------------------------- | --------------- |  |
| Poxy | 11 januari, 2004                                | 101             |  |
| Pleakley slikt per ongeluk de capsule van experiment proxy (222) in en wordt ziek. Lilo en Stitch verkleinen zicht met een machine van Jumba. Ze gaan in Pleakley’s lichaam op zoek naar de capsule. Ondertussen kidnappend Gantu Pleakley om de capsule (met of zonder Pleakley) op te sturen naar Dr. Hämsterviel. Genoemde Experimenten: Poxy (222), Reuben (625). |                                                 |                 |  |
| Spooky | 12 oktober, 2003                                | 102             |  |
| Op Halloween komt experiment Spooky langs. Deze laat iedereen zijn of haar grootste nachtmerrie zien. Genoemde Experimenten: Spooky (300). Opmerkingen: Gantu, Reuben (experiment 625) en Dr. Hämsterviel komen niet voor in deze aflevering. |                                                 |                 |  |
| Kixx | 20 oktober, 2003                                | 103             |  |
| Stitch heeft te veel ‘rommel’ gegeten wat een chemische reactie veroorzaakt waardoor hij niet meer kan vechten. Lilo moet Stitch opnieuw leren vechten zodat Stitch experiment 601 (Kixx), specialiteit: mensen lastigvallen, kan vangen voordat Gantu dat doet. Genoemde Experimenten: Kixx (601), Reuben (625). |                                                 |                 |  |
| Cannonball | 13 oktober, 2003                                | 104             |  |
| Lilo en Stitch gebruiken de nieuwe X-Buggy om een experiment te vangen die Tsunamies kan maken. Ze moeten dit doen voordat Gantu het kan vangen. Ondertussen doet Lilo ook nog mee aan een Zandsculptuur wedstrijd van haar Hula school (Halau). Genoemde Experimenten: Cannonball (520), Reuben (625). Opmerkingen: Deze episode is qua animatiestijl iets anders dan de rest van de afleveringen. |                                                 |                 |  |
| Yin-Yang | 17 oktober, 2003                                | 105             |  |
| Twee experimenten worden tegelijk geactiveerd (501 & 502). Als de experimenten Yin (501) en Yang (502) met elkaar in aanraking komen vergaat de wereld. Lilo en Stitch gaan ieders achter een van de experimenten aan. Ondertussen gaan Jumba en Pleakley een weddenschap aan, wie vangt als eerste het experiment? Gantu probeert Reuben (experiment 626) te dwingen om hem te helpen beide experimenten te vangen. Genoemde Experimenten: Yin (501), Yang (502), Reuben (625). |                                                 |                 |  |
| Richter | 20 september, 2003                              | 106             |  |
| Een aardbeving schudt het eiland door elkaar. Hierdoor gaat Pleakley boeken lezen over wat te doen bij een aardbeving, ze denkt dat ze bescherming moet zoeken en schreeuwen. Ze komen erachter dat de aardbevingen worden veroorzaakt door experiment Richter. Lilo en Stitch moeten onder de grond om het experiment te vangen voordat Gantu het doet en voordat de aarde in tweeën is gesplitst. Genoemde Experimenten: Richter (513), Reuben (625). |                                                 |                 |  |
| Mr. Stenchy | 11 oktober, 2003                                | 107             |  |
| Lilo heeft een zeer schattig experiment gevangen, Mr Stenchy (254). Jumba waarschuwt haar voor het experiment, als deze volwassen is gaat het experiment ontzettende stink lucht afgeven. Lilo wordt uitgenodigd voor het ‘’toekomstige Hawaïaanse meiden van Hawaï’’ thee party en neemt Mr Stenchy mee. Stitch wordt jaloers en laat Gantu toe Mr Stenchy te vangen. Uiteindelijk vangen Lilo en Stitch Mr Stenchy. Pleakley vindt het een heerlijke geur die Mr Stenchy afscheidt. Hierop wordt besloten om Mr Stenchy naar de thuisplaneet van Pleakley te sturen. Genoemde Experimenten: Mr. Stenchy (254), Reuben (625). |                                                 |                 |  |
| Yapper | 13 oktober, 2003                                | 108             |  |
| Mertle krijgt een hondje en doet mee aan een hondenshow in Honolulu. De hond waarmee ze aan de show mee doet blijkt experiment 007, Gigi, te zijn. Lilo doet ook aan de show mee met Stitch. Lilo hoop dat wanneer ze de show wint ook de vrienden kan worden met Mertle. Jumba en Pleakley gaan rond kijken op het eiland en lopen Gantu tegen het lijf. Genoemde Experimenten: Gigi (007), Reuben (625). |                                                 |                 |  |
| The Asteroid | 1 december, 2003                                | 109             |  |
| Lilo en Stitch bezoeken een planetarium en horen ‘’Cobra Bubbles’’ zeggen dat er een grote asteroïde op de aarde afkomt. Stitch bedenkt een plan om de asteroïde te vernietigen, maar deze blijkt al bewoont te zijn door een Alien. Genoemde Experimenten: Hammerface (033), Sparky (221),Cat (298) Dimensinator (299) Spooky (300),Popgo (301) Swirly (383), Richter (513), Digger (529),Sa (588) Kixx (601), Reuben (625). |                                                 |                 |  |
| Phantasmo | 27 september, 2003                              | 110             |  |
| Stitch wint een pop in een kermisachtig grijpspel. In deze pop zit een experiment capsule verstopt. De pop wordt per ongeluk nat en experiment Phantasmo (375) wordt geactiveerd. Deze haalt allerlei rottigheid uit waar Stitch de schuld van krijgt. Dus Stitch gaat het experiment vangen. Genoemde Experimenten: Phantasmo (375). Opmerkingen: Gantu, Reuben and Dr. Hämsterviel komen niet voor in deze aflevering. |                                                 |                 |  |
| Sprout | 14 november, 2003                               | 111             |  |
| Lilo maakt een weddenschap met Mertle, wie wint de orchidee competitie op de Kokaua dorps braderie en steelt een gevaarlijk experimentele, die op een plant lijkt, ondanks de waarschuwingen van Jumba. Pleakley kweekt een enorme ananas, en Stitch doet mee aan de rodeo. Wanneer het experiment ervandoor gaat en overal wortels laat groeien moet Stitch het verslaan en doet dit als een echte cowboy. Genoemde Experimenten: Sprout (509). Opmerkingen: Gantu, Reuben en Dr. Hämsterviel komen niet voor in deze aflevering. |                                                 |                 |  |
| Clip | 4 oktober, 2003                                 | 112             |  |
| Na chaos te hebben veroorzaakt in de lokale beauty salon, ontmoeten Lilo en Stitch een haar etend experiment die Jumba bijna kaal maakte. Ze willen dit experiment gaan gebruiken om wraak te nemen op Mertle. Mar het experiment ontkomt ze en probeert al het haar van het eiland op te eten. Gantu komt vast te zitten tijdens het dansen op een “luau”. Genoemde Experimenten: Clip (177). |                                                 |                 |  |
| Fibber | 7 november, 2003                                | 113             |  |
| Pleakley’s moeder belt hem om hem te vertellen dat hij gaat trouwen, (met een vrouw die ze voor hem hebben uitgezocht). Omdat Pleakley daar geen zin in heeft vertelt hij dat hij verloofd is met een aards meisje. Zijn familie komt dan naar de aarde voor de bruiloft. Pleakley moet dan net doen of Nani zijn verloofde is. Als ze hoort dat een echt huwelijk wordt stopt ze ermee. Jumba wordt dan de nieuwe bruid, maar de zus van Pleakley heeft al aan David gezegd dat Nani met Pleakley gaat trouwen. Lilo en Stitch hebben een experiment gevangen dat bij elke leugen een ‘beep’ geluid maakt, en Stitch kan het experiment niet laten stoppen ‘beeb’ geluidjes te maken. Genoemde Experimenten: Fibber (032), Reuben (625). |                                                 |                 |  |
| Topper | 5 december, 2003                                | 114             |  |
| Het is kerstavond en Lilo probeert Stitch de Hawaiaanse manier van kerstmis vieren bij te brengen. Gantu wil een experimentcapsule verpakt als een cadeau opsturen naar Dr. Hämsterviel. Stitch verzamelt alle cadeaus van het eiland op zoek naar de capsule, maar iedereen denkt dat hij alle cadeaus voor zichzelf wil hebben. Genoemde Experimenten: Topper (025), Reuben (625). |                                                 |                 |  |
| Bad Stitch | 30 januari, 2004                                | 115             |  |
| Stitch is gekidnapt door Dr. Hämsterviel. Lilo, Jumba en Pleakley proberen hem dan te bevrijden Genoemde Experimenten: Reuben (625) |                                                 |                 |  |
| Holio | 12 oktober, 2003                                | 116             |  |
| Mertle krijgt een bedelarmband voor haar verjaardag, maar een van de bedels/hangertjes blijkt een experimentcapsule te zijn. Lilo en Stitch moeten deze zien te krijgen voordat deze nat wordt, anders is de wereld ten dode opgeschreven. Ondertussen moet Nani zich voorbereiden op een bedrijfsinspectie. Genoemde Experimenten: Richter (513), Holio (606). Opmerkingen: Gantu, Reuben (experiment 626) en Dr. Hämsterviel komen niet voor in deze aflevering. |                                                 |                 |  |
| Splodyhead | 24 oktober, 2003                                | 117             |  |
| Lilo, Stitch, Jumba, Pleakley, Gantu en Rueben reizen af naar het eiland Ni'ihau. Nadat ze op het strand onder de dreiging komen te staan van experiment 619, Splodyhead, besluiten ze noodgedwongen samen te gaan werken om te overleven. Genoemde Experimenten: Splodyhead (619), Reuben (625). |                                                 |                 |  |
| Amnesio | 27 oktober, 2003                                | 118             |  |
| Het is Lilo's verjaardag maar iedereen is het vergeten. De anderen delen uitnodigingen uit voor hun eigen verjaardag, maar ze komen een experiment tegen die ze geheugenverlies geeft. Lilo denkt dat haar naam Martha is, Stitch zou een ontsnapte gevangene zijn en haar politiepartner is Lenny, dit is eigenlijk Ganut maar ook hij is zijn geheugen kwijt. Terwijl dat ze op Stitch jagen komen er langzaam een paar herinneringen boven. Genoemde Experimenten: Gigi (007), Amnesio (303) |                                                 |                 |  |
| Houdini | 12 december, 2003                               | 119             |  |
| Stitch en Pleakley mogen een magische show uitvoeren op Mertle's half-verjaardag feest. Maar omdat hun act verschrikkelijk is activeert Lilo experiment 604, Houdini, die dingen onzichtbaar maakt. Hierdoor wordt de show een groot succes, de tante van Mertle is een Hollywood filmregisseur en huurt Stitch en Pleakley in om het optreden live op televisie te gaan herhalen. Maar wanneer Houdini ervandoor gaat en Lilo onzichtbaar laat moet Lilo hen vinden voor haar ohanna als oplichter te boek komen te staan. Genoemde Experimenten: Fudgy (054), Inverto (119), Yin (501), Yang (502), Cannonball (520), Kixx (601), Houdini (604), El Fin (611), Splodyhead (619), Reuben (625). |                                                 |                 |  |
| Tank | 10 november, 2003                               | 120             |  |
| Lilo wint kaartjes voor de Elizabet Markt en nodigt de Hula meisjes uit om mee te gaan. Mertle weigert mee te gaan omdat zij niet de vriend van Lilo wil zijn, en Stitch man niet naar binnen omdat hij een "hond" zou zijn. Terwijl de vrienden van Lilo en van Mertle pret hebben op het festival zonder hen hebben, werken de Stitch en Mertle samen om een metaaletend experiment, tank experiment 586, te vangen. Genoemde Experimenten: Tank (586), Reuben (625). Opmerkingen: Speciale gast verschijning door "Weird Al" Yankovic, hij doet de spraak van een minstreel. |                                                 |                 |  |
| HunkaHunka | 11 januari, 2004                                | 121             |  |
| Het is Valentijnsdag en Lilo krijgt een crush op een jongen genaamd Keoni onder invloed van een experiment dat mensen verliefd maakt. Stitch moet het experiment vangen vooraleer Gantu dit doet. Genoemde Experimenten: HunkaHunka (323) |                                                 |                 |  |
| Yaarp | 21 november, 2003                               | 122             |  |
| Lilo's idee voor een buitenaardse invasie alarm op de hula school is afgewezen, dus probeert ze een brief hierover te schrijven aan de burgemeester over. Ondertussen, een luide experiment veroorzaakt bij Stitch het verlies van zijn gehoor, dus de oorloze Pleakley krijgt de taak om het experiment te vangen. Helaas, terwijl Pleakley weg is op zoek naar Yaarp wordt Stitch gevangen door Gantu. En Gantu zal Stitch niet laten hem gaan zonder ruil tegen experiment 613. Genoemde Experimenten: Yaarp (613) |                                                 |                 |  |
| 627 | 24 november, 2003                               | 123             |  |
| Stitch wordt egoïstische na het verslaan van zijn experimentvang record. Jumba besluit om hem weer met beide benen op de grond te zetten door het activeren van zijn splinternieuwe experiment, 627. 627 is krachtiger dan 626 met heeft niet de zwakke punten van 626, Stitch kan zich waar maken want 627 is ontsnapt aan Jumba bewaring en in de handen gevallen van Gantu. Genoemde Experimenten: Slimy (390), Deforestator (515), Eva (567), Launch (607), Zap (603), Reuben (625), 627, 628, Stuckup (346). |                                                 |                 |  |
| Sinker | 15 december, 2003                               | 124             |  |
| Sinker, een kleine, paarse haai-achtige experiment ontworpen om te vernietigen en het laten zinken van vijandelijke schepen met een grote rugvin. Lilo vindt een nieuw thuis voor hem in een Japans restaurant waar hij gebruikmaakt van zijn grote vin door het snijden van groenten en het fileren van vis voor de chef koks om sushi van te maken. Genoemde Experimenten: Sinker (602), Reuben (625). |                                                 |                 |  |
| Angel | 5 januari, 2004                                 | 125             |  |
| Stitch wordt verliefd op een vrouwelijk experiment waar Lilo jaloers op is. Als Pleakley een film maakt van Stitch om te proberen om haar hart te winnen, probeert Lilo te achterhalen waarvoor experiment 624, die Stitch Angel noemt, is gemaakt. Lilo's vermoedens worden bevestigd wanneer ze ontdekt dat Angel in het geheim aan het werken is voor Gantu en is met haar sirenelied goede experimenten terug naar het kwaad te halen. Aan het einde beslist Angel dat ze toch meer van Stitch houdt en keert zicht tegen Gantu. Genoemde Experimenten: Sparky (221), Yin (501), Yang (502), Ritcher (513), Cannonball (520), Slushy (523), Kixx (601), Angel (624), Reuben (625). |                                                 |                 |  |
| Dupe | 29 december, 2003                               | 126             |  |
| Lilo organiseert een slaappartijtje, maar geen van haar ex-vrienden uit haar hula klasse komen. Toen ze een experiment (Dupe) vond dat duplicaten maakt, probeerde ze zichzelf te dupliceren om vrienden maken die net als haar zijn. Stitch probeert haar te reden maar wordt hierbij verdubbeld. Stitch is hierdoor verzwakt omdat zijn kracht over alle duplicaten is verdeeld. Gantu is in staat door gebruik te maken van een aantal experimenten om Stitch te vangen. Lilo laat Gantu in de val lopen door experiment Dupe te gebruiken om zijn experimenten te laten verdubbelen tot een leger en combineert dan de Stitches terug in één volledige sterkte Stitch. Genoemde Experimenten: Hammerface (033), Dupe (344), Yin (501), Yang (502), Richter (513), Cannonball (520), Thresher (544), Heat (609), Plasmoid (617), Reuben (625). |                                                 |                 |  |
| Slushy | 26 december, 2003                               | 127             |  |
| Het is erg warm op het eiland. Een ijsexperiment genaamd Slushy is geactiveerd. Eerst lijkt het experiment goed want Slushy verdrijft de warmte en maakt het koud. Maar het experiment maakt alles koud en nat. Lilo en Stitch kunnen hem pas met de hulp van Splodyhead grijpen. Gantu is nu baas over Slushy. Genoemde Experimenten': Slushy (523), Splodyhead (619), Reuben (625). |                                                 |                 |  |
| Nosy | 19 december, 2003                               | 128             |  |
| Nani nodigt haar baas, Mr. Jameson, uit voor een etentje in de hoop promotie te krijgen. Voor het bezoek wordt experiment 199 geactiveerd, een experiment met als doel gênante geheimen van iedereen op te sporen en door te vertellen. Hij dreigt het etentje in het honderd te laten lopen. Genoemde Experimenten: Nosy (199), Reuben (625). |                                                 |                 |  |
| Swirly | 3 november, 2003                                | 129             |  |
| Een populaire tv-show wordt uitgezonden op Hawaï. Tegelijkertijd wordt een experiment geactiveerd dat iedereen kan hypnotiseren. Het experiment zorgt dat Lilo zich gaat gedragen als haar aartsrivaal, Myrtle. Hamsterville wil via de tv-show het experiment alle kijkers laten hypnotiseren. Genoemde Experimenten: Swirly (383), Reuben (625). |                                                 |                 |  |
| Finder | 22 december, 2003                               | 130             |  |
| Stitch wordt jaloers op een nieuw experiment, dat de gave heeft alle verloren voorwerpen terug te vinden. Hämsterville ontsnapt uit de gevangenis, en Gantu probeert hem te vangen om zo zijn oude baan terug te krijgen. Genoemde Experimenten: Finder (158), Yin (501), Yang (502), Richter (513), Cannonball (520), Reuben (625). |                                                 |                 |  |
| Felix | 9 januari, 2004                                 | 131             |  |
| Lilo & Stitch vinden een experiment dat alles in zijn omgeving schoonmaakt en steriliseert. Het experiment draait echter door en probeert de inwoners van het huis te vernietigen daar hij hen aanziet voor infectiebronnen. Genoemde Experimenten: Felix (010), Cannonball (520), Reuben (625). |                                                 |                 |  |
| Elastico | 17 november, 2003                               | 132             |  |
| Het circus is in de stad, en de topattractie is een van Jumba’s experimenten: een eleastisch experiment dat optreedt als clown. Stitch wordt ook een circusartiest, terwijl Lilo zich voorbereidt op een belangrijke wedstrijd. Genoemde Experimenten: Felix (010), Topper (025), Clip (177), Elastico (345), Yin (501), Yang (502), Ritcher (513), Cannonball (520), Slushy (523), Yaarp (613), Reuben (625). |                                                 |                 |  |
| ShortStuff | 2 januari, 2004                                 | 133             |  |
| Er is een kermis op het eiland, maar Stitch is te klein voor alle attracties. Daarom vraagt hij Pleakley, die Jumba’s lab beheert tijdens diens afwezigheid, hem groter te maken. Ondertussen wordt een experiment actief dat alle mechanische apparatuur vernietigt. Genoemde Experimenten: Shortstuff (297), Reuben (625). |                                                 |                 |  |
| Melty | 8 december, 2003                                | 134             |  |
| Tijdens een poging een vuurspuwend experiment te vangen, valt Lilo voor ogen van Keoni in een modderpoel. Zij en Stitch lenen Jumba’s tijdmachine in een poging deze blunder recht te zetten, maar elke poging werkt averechts. Genoemde Experimenten: Melty (228). |                                                 |                 |  |
| Bonnie & Clyde | 16 januari, 2004                                | 135             |  |
| Twee experimenten die samen een berucht inbrekersduo vormen stelen alles wat los en vast zit op het eiland. Ondertussen zijn Lilo & Stitch Nani’s huisregels zat, en besluiten met de twee mee te doen. Te laat beseffen ze de gevolgen van hun daden. Genoemde Experimenten: Bonnie (149), Clyde (150), Reuben (625). |                                                 |                 |  |
| Baby-Fier | 12 januari, 2004                                | 136             |  |
| Een experiment dat iedereen kan veranderen in een baby houdt huis op het eiland. Al snel is Lilo de enige in haar familie die nog haar normale leeftijd heeft. Genoemde Experimenten: Baby-Fier (151), Reuben (625). |                                                 |                 |  |
| Drowsy | 28 februari, 2004                               | 137             |  |
| Lilo heeft slaapproblemen, dus gebruikt Stitch een experiment om haar in slaap te helpen. Het effect blijkt echter onomkeerbaar. Ondertussen heeft Gantu het voorzien op zowel dit experiment als op Regis Philbin. Genoemde Experimenten: Stopgo (102), Finder (158), Nosox (204), Clickster (239, but 102 was stated as 239), Alexander (274), Drowsy (360), Sinker (602), Reuben (625). Opmerkingen: Speciale gast verschijning door Regis Philbin, zichzelf ingesproken. |                                                 |                 |  |
| Slugger | 26 januari, 2004                                | 138             |  |
| Een experiment dat iedereen irriteert door geluiden uit zijn omgeving na te bootsten wordt geactiveerd. .Genoemde Experimenten: Yin (501), Yang (502), Slushy (523), Kixx (601), Slugger (608), Splodyhead (619), Reuben (625). |                                                 |                 |  |
| Sample | 11 januari, 2004                                | 139             |  |
| Lilo & Stitch vinden een experiment dat gemaakt is om projectielen af te weren. Gantu daagt hen uit tot een wedstrijd basketbal om het experiment te winnen. Genoemde Experimenten:Sample (258), Reuben(625) |                                                 |                 |  |

## Seizoen 2
| Titel | Uitzenddatum op Toon Disney ( Verenigde Staten) | Productienummer |  |
| --- | ----------------------------------------------- | --------------- |  |
| Spike | 5 november, 2004                                | 201             |  |
| Lilo en Myrtle doen beide mee met een quiz. Stitch wordt het slachtoffer van een experiment dat iedereen verandert in dwazen. Genoemde Experimenten: Fibber (032), Squeak (110), Bonnie (149), Clyde (150), Nosy (199), Spike (319), Slushy (523), Yaarp (613), Splodyhead (619). Opmerkingen: Experiment 099 Spot zou oorspronkelijk ook voorkomen in deze aflevering maar is eruit geschreven. |                                                 |                 |  |
| Frenchfry | 12 november, 2004                               | 202             |  |
| Nadat Nani alle vormen van fastfood verbiedt, activeren Lilo & Stitch een experiment om voor hen te koken. Zijn maaltijden blijken echter puur te zijn bedoeld om iemand vet te mesten zodat hij zijn slachtoffers vervolgens kan opeten. Genoemde Experimenten: Frenchyfry (062), Reuben (625). |                                                 |                 |  |
| Shoe | 10 december, 2004                               | 203             |  |
| Wanneer Nani extra geld nodig heeft, besluiten Jumba en Pleakley een hotel te beginnen. Een experiment dat gemaakt is om ongeluk te brengen verstoort hun plannen. Genoemde Experimenten: Poki (036), Backhoe (040), Shoe (113), Yin (501), Deforestator (515), Kixx (601), Reuben (625). |                                                 |                 |  |
| Swapper | 19 november, 2004                               | 204             |  |
| Lilo maakt een nieuwe vriendin, maar haar poging een leuke avond door te brengen wordt verstoord wanneer een experiment haar en Stitch van lichaam laat wisselen. Genoemde Experimenten: Swapper (355), Reuben (625). |                                                 |                 |  |
| Slick | 7 januari, 2005                                 | 205             |  |
| Lilo concurreert met Myrtle in een wedstrijd wie de meeste chocoladerepen kan verkopen voor een goed doel. De wedstrijd loopt uit de hand door de komst van een experiment dat alles aan iedereen kan verkopen. Genoemde Experimenten: Slick (020), Reuben (625). |                                                 |                 |  |
| Skip | 11 februari, 2005                               | 206             |  |
| Lilo gebruikt een experiment dat iemand 10 jaar vooruit kan laten reizen in de tijd. Zo verandert ze zichzelf in een tiener en later een volwassene. Genoemde Experimenten: Clink (086), Skip (089), Shoe (113), Clog (143), Finder (158), Cheney (205), Sparky (221), Lucky (405), Brad (499), Strata (532), Reuben (625). |                                                 |                 |  |
| Checkers | 4 maart, 2005                                   | 207             |  |
| Lilo vindt een experiment dat van iedereen op wiens hoofd hij plaats neemt een machtige leider maakt. Ze gebruikt haar nieuwe machtspositie om haar idee voor een aankomende parade door te voeren. Genoemde Experimenten: Checkers (029), Backhoe (040), Clip (177), Sparky (221), Spooky (300), Elastico (345), Yin (501), Ritcher (513), Deforestator (515), Cannonball (520), Slushy (523), Digger (529), Kixx (601), Holio (606), Splodyhead (619), Reuben (625). |                                                 |                 |  |
| Rufus | 26 augustus, 2005                               | 208             |  |
| Wanneer Stitch wordt gevangen door Dr. Drakken, roept Lilo de hulp in van Kim Possible. Genoemde Experimenten: Launch (607). Opmerkingen: Deze aflevering is een crossover met Kim Possible. |                                                 |                 |  |
| PJ | 1 april, 2005                                   | 209             |  |
| Wanneer Lilo steeds de schuld krijgt van de practical jokes van Myrtle, activeert ze een experiment dat een meester is in het uithalen van practical jokes. Genoemde Experimenten: Gigi (007), PJ (133), Drowsy (360). |                                                 |                 |  |
| Phoon | 24 augustus, 2005                               | 210             |  |
| Lilo stopt met het jagen op experimenten om naar een nieuwe Hula-school te gaan, waardoor Stitch alleen achter een nieuw experiment aan moet. Gantu krijgt een klap op zijn hoofd, en raakt er zo van overtuigd dat Hamsterville en experiment 625 enkel in zijn verbeelding bestaan. Genoemde Experimenten: Phoon (540), Reuben (625). |                                                 |                 |  |
| Spats | 12 augustus, 2005                               | 211             |  |
| De Proud Family bezoekt Hawaï om Jumba en Pleakley’s hotel te beoordelen. Een experiment dat knallende ruzie kan veroorzaken tussen twee mensen wordt geactiveerd. Genoemde Experimenten: Spats (397). Opmerking: Deze aflevering is een crossover met The Proud Family. |                                                 |                 |  |
| Link | 29 juli, 2006                                   | 212             |  |
| Een experiment dat mensen die totaal niet met elkaar overweg kunnen aan elkaar doet kleven wordt geactiveerd. Al snel zit Lilo vast aan Myrtle, en Stitch aan Nani. Genoemde Experimenten: Link (251), Char (412), Botulator (413), Crusty (414), Patter (415), Reuben (625). Opmerking: Deze aflevering zit als bonus op de dvd van Leroy & Stitch en was op de dvd eerder te zien dan op de Amerikaanse televisie. |                                                 |                 |  |
| Snooty | 13 mei, 2005                                    | 213             |  |
| Victoria wordt opgejaagd door een experiment dat in haar geïnteresseerd lijkt te zijn. Ze denkt zelf dat het een vampier is. Ze is zelfs bereid samen te werken met Gantu om “het monster” te verslaan. Genoemde Experimenten: Fibber (033), Frenchfry (062), Shoe (113), Snooty (277), Phantasmo (375), Reuben (625). |                                                 |                 |  |
| Retro | 20 mei, 2005                                    | 214             |  |
| Nani’s vriendinnen van de middelbare school bezoeken Hawaï. Door een misverstand denken ze dat Nani de onderdirecteur is van een groot hotel. Daar ze niet af wil gaan speelt Nani het spelletje mee. Ondertussen wordt een experiment geactiveerd dat alles en iedereen kan veranderen in een primitieve vorm. Genoemde Experimenten: Retro (210). |                                                 |                 |  |
| Remmy | 14 april, 2006                                  | 215             |  |
| Een experiment dat dromen in nachtmerries kan veranderen vestigt zich in Lilo’s hoofd. Jumba, Stitch en Pleakley moeten hem verdrijven voordat Lilo wakker wordt, anders zal het experiment haar voorgoed blijven lastigvallen. Genoemde Experimenten: Slick (020), Hamlette (024), Hammerface (033), Backhoe (040), Frenchfry (062), Shoe (113), Sparky (221), Melty (228), Remmy (276), Dupe (344), Elastico (345), Yin (501), Yang (502), Deforestator (515), Yaarp (613), Angel (624), Reuben (625), 627. |                                                 |                 |  |
| Belle | 3 juni, 2005                                    | 216             |  |
| Lilo, Stitch, Jumba, Pleakley en Myrtle gaan kamperen. Ze brengen de nacht door met het vertellen van griezelverhalen. Genoemde Experimenten: Belle (248). |                                                 |                 |  |
| Ploot | 22 april, 2005                                  | 217             |  |
| Een experiment dat afval opzuigt en verandert in een blauwe smurrie wordt geactiveerd. Stitch wordt ziek van het eten van afval, en Lilo staat er derhalve alleen voor. Genoemde Experimenten: Slick (020), Babyfier (151), Finder (158), Sparky (221), Drowsy (360), Ploot (505), Ritcher (513), Deforestator (515), Kixx (601), Sinker (602). |                                                 |                 |  |
| Heckler | 22 augustus, 2005                               | 218             |  |
| Nani moet een groot diner organiseren. Pleakley wil haar helpen door een stand-upcomedyact op te voeren. Ondertussen vindt Lilo een experiment dat iedereen zwaar beledigd. Genoemde Experimenten: Heckler (322), Reuben (625). |                                                 |                 |  |
| Lax | 16 januari, 2006                                | 219             |  |
| De cast van Recess bezoekt Hawaï, net wanneer een experiment actief wordt dat mensen laat stoppen met werken. Stitch wordt ook slachtoffer van het experiment en wil alleen nog maar rusten. Samen met haar nieuwe vrienden probeert Lilo het experiment te vangen. Genoemde Experimenten: Lax (285), Reuben (625). Opmerkingen: Deze aflevering is een crossover met Recess. |                                                 |                 |  |
| Mrs. Hasagawa's Cats/Ace | 19 mei, 2006                                    | 220             |  |
| Dit is een dubbele aflevering. In de eerste aflevering ontdekken Lilo & Stitch dat de oude mevrouw Hasagawa een hoop experimenten in huis heeft, die zij aanziet voor zwerfkatten. In de tweede aflevering krijgt Jumba een inspectie van de Evil Genius Organization, net nu Ace, het enige goede experiment, geactiveerd is. Genoemde Experimenten: Doubledip (002), Gotchu (031), Forehead (044), Hocker (051), Zawp (077), Mulch (111), Shredder (134), Geigenstein (201), Pix (214), Ace (262), Bommer (288), Manners (358), Yin (501), Yang (502), Woody (507), Sprout (509), Ritcher (513), Deforestator (515), Wrapper (521), Slushy (523), Blowhard (533), Derrick (566), Kixx (601), Holio (606), Splodyhead (619), Reuben (625), 627. Opmerkingen: Eigenlijk twee korte aflevering samengevoegd tot een. |                                                 |                 |  |
| Wishy-Washy | 23 augustus, 2005                               | 221             |  |
| Lilo vindt een experiment dat wensen kan vervullen. Ze probeert zo Nani en David te laten trouwen zodat ze eindelijk weer een vast gezin vormen. Genoemde Experimenten: Wishy-Washy (267), Reuben (625). |                                                 |                 |  |
| Shush | 26 augustus, 2005                               | 222             |  |
| Lilo vindt een Experiment dat mensen kan afluisteren. Ze luistert een gesprek af van Myrtle, en denkt zo te ontdekken dat Myrtle een hekel heeft aan haar vriendinnen. Uit woedde biedt Myrtle haar diensten aan bij Hamsterviel. Genoemde Experimenten: Shush (234), Bumper (179). |                                                 |                 |  |
| Bugby | 25 augustus, 2005                               | 223             |  |
| Lilo, Stitch, Jumba, en Pleakley worden door een experiment veranderd in insecten. Genoemde Experimenten: Bugby (128). |                                                 |                 |  |
| Glitch / Woops | 23 juni, 2006                                   | 224             |  |
| Lilo heeft genoeg van haar dagelijkse klusjes, en laat Jumba een machine bouwen om deze voor haar te doen. Jumba moderniseert gelijk het hele huis. De computer wordt geïnfecteerd door een experiment, waarna Stitch letterlijk tegen het huis moet vechten. In de tweede helft van de aflevering vinden Lilo & Stitch een experiment dat niets goed kan. Door dit experiment wordt Hamsterville bijna betrapt met experimenten in zijn cel, dus stuurt hij ze terug naar Gantu. Genoemde Experimenten: Felix (010), Fibber (032), Hammerface (033), Tenderize (057), Nosy (199), Geigenstein (201), Glitch (223), Pitch (233), Amnesio (303), Whoops (600), Slugger (608), Reuben (625). Opmerking: Eigenlijk twee korte afleveringen samengevoegd tot een.                                                       |                                                 |                 |  |
| Morpholomew | 1 juli, 2005                                    | 225             |  |
| Een experiment dat iedereen van gedaante kan laten veranderen wordt geactiveerd. Ondertussen probeert Lilo deel te nemen aan een skateboardwedstrijd, maar ze blijkt te jong te zijn. Daarom laat ze het experiment haar veranderen in Jake Long, die met zijn familie op het eiland is om de magische wezens (Jumba’s experimenten) daar te onderzoeken. Genoemde Experimenten: Morpholomew (316). Opmerking: Deze aflevering is een crossover met American Dragon: Jake Long. |                                                 |                 |  |
| Snafu | 23 juni, 2006                                   | 226             |  |
| Wanneer Lilo en Stitch ontdekken dat Hamsterville al zijn experimenten heeft teruggestuurd naar Gantu, beramen ze een plan om deze experimenten te bevrijden. Ze worden tegengewerkt door Snafu, een experiment dat alle complexe plannen in het honderd laat lopen. Genoemde Experimenten: Felix (010), Fibber (032), Hammerface (033), Fudgy (054), Stamen (103), Snafu (120), Bonnie (149), Clyde (150), Finder (158), Nosy (199), Nosox (204), Sparky (221), Poxy (222), Sample (258), Cat (298), Dimensonator (299), Popgo (301), Amnesio (303), Hunkahunka (323), Dupe (344), Slimy (390), Slushy (523), Thresher (544), Tank (586), Sa (588) Zap (603), Houdini (604), Holio (606), Heat (609), Plasmoid (617), Angel (624), Reuben (625), Tickle Tummy.                                                     |                                                 |                 |  |